# Constanze Geiger
Constanze Geiger (ur. 1835, zm. 1890) – austriacka kompozytorka, pianistka i śpiewaczka.
Urodziła się w 1835 r., a po raz pierwszy dała koncert fortepianowy w wieku sześciu lat. Dwa lata później regularnie występowała, grając własne kompozycje. W wieku 25 lat związała się z księciem Leopoldem Koburg-Kohárym, a po ślubie wycofała się z życia artystycznego. Zmarła w 1890 r.